# 吉村 (アパレル)
吉村株式会社（よしむらかぶしきかいしゃ）は、東京都千代田区神田須田町にある、創業100年以上の、老舗生地問屋・テーラー。

## 概略
注文服を扱うテーラーでありながらも生地問屋として（オーダー用に）オリジナルの生地提供もあり、またウェブサイトと来店を組み合わせたビジネススタイルとなっている。「Vightex」というのは、同社の使用している商標である。
2024年4月には三井松島ホールディングスと資本業務提携が締結され、その一環として同社子会社でオーダースーツ販売を行っている花菱の株式の一部（66%）を取得して子会社化した。

## 略歴
- 1903年、大阪谷町にて毛織物問屋吉村羅紗店創業
- 1955年10月、株式会社吉村羅紗店を設立
- 1962年11月、吉村株式会社に商号変更、東京店を開く
- 1985年、紳士服イージーオーダーを取り扱い始める
- 2000年、インターネット通販を始める
- 2005年、フルオーダー縫製工場である有限会社 三久服装を買収、フルオーダーの受注を始める
- 2010年9月、シャツ専門サイトを自社HP内に開設するとともに、シャツ部門を大幅に拡充する
- 2012年、株式会社ビックヴィジョンと株式会社オリジナルテクノロジーの2社を買収
- 2019年、株式会社吉村商会と合併
- 2024年4月、三井松島ホールディングス株式会社より株式会社花菱の株式を66%を取得し子会社化[2]